# Yeni Hayat (Ort)
Yeni Hayat (türkisch für neues Leben) ist ein türkisches Dorf mit ca. 200–350 Einwohnern. Er liegt ca. 30 km nordwestlich der Provinzhauptstadt Çorum.

## Geschichte
Der Name Abdalbodu wurde nach dem türkischen Militärputsch in den 70er Jahren in den Namen „Yeni Hayat“ geändert. Der ursprüngliche Name des Dorfes ist auf das 18. Jahrhundert und eine alevitischen Glaubensgemeinschaft zurückzuführen. Der Glaubensführer (Dede), der sich mit seinen Mitgliedern niederließ, gründete eine Glaubensgemeinschaft (Dergah, Ocak). Die Legitimation zur religiösen Führung leitet der Glaubensführer von den heiligen Männern aus der Umgebung von Hacı Bektaş Veli ab. Die Ausübung seines religiösen Amtes bedurfte der schriftlichen Genehmigung der jeweiligen genealogischen Nachkommen von Haci Bektaş Veli. Die verbriefte Urkunde bezeichnet man als icazet, tahti und die Inhaber werden als mürebbi bezeichnet.

## Sehenswürdigkeiten
Sehenswürdigkeit ist unter anderem der in den 1990er Jahren fertiggestellte Staudamm (Koordinaten: 40° 23′ 36″ N, 34° 40′ 1″ O).
Ferner gibt es eine Heiligenstätte der Aleviten (Tekke) in unmittelbarer Nähe, wo die Gebeine eines Mitglieds der „Kirklar“ liegen. An dem Ort werden auch neben der Bedeutung als religiöse Kultstätte Schlichtungs-Rechenschaftgericht abgehalten (CEM).
Koordinaten: 40° 24′ N, 34° 41′ O